# Mizija (metropolitana di Sofia)
Mizija (o Mizija/NBU) è una stazione della linea M3 della metropolitana di Sofia.

## Storia
La stazione è stata attivata il 24 aprile 2021, insieme alla tratta che va da Ovča kupel a Gorna banja.

## Strutture e impianti
La stazione è sotterranea ed è dotata di 2 binari, serviti da altrettante banchine.

## Servizi
La stazione ha 6 uscite ed è dotata di ascensori per le persone a mobilità ridotta.
- Biglietteria

## Interscambi
Nelle vicinanze della stazione effettuano fermata alcune linee urbane e suburbane di superficie automobilistiche.
- Fermata autobus (linee 59, 60, 73)[3]